# Роллер, Альфред

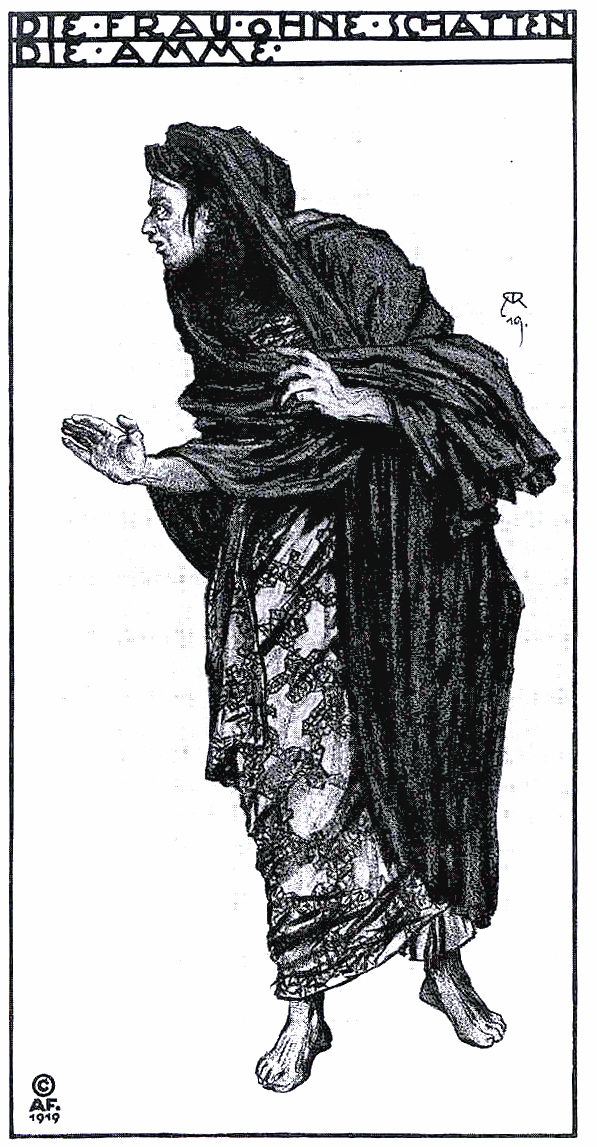
Костюм к опере Рихарда Штрауса «Женщина без тени»

Альфред Роллер (нем. Alfred Roller; 2 октября 1864, Брно — 21 июня 1935, Вена) — австрийский художник, иллюстратор, театральный декоратор, сценограф, дизайнер, график и педагог. Один из основоположников модерна в австрийской живописи.

## Биография
Альфред Роллер изучал архитектуру и живопись в Венской академии изобразительных искусств, был учеником Кристиана Грипенкерля и Эдуарда Пейтнера фон Лихтенфельса.
В 1897 году вместе с Густавом Климтом, Йозефом Марией Ольбрихом, Коломаном Мозером, Йозефом Хофманом стал одним из основателей, а с 1902 — президентом группы художников Австрии — Венский сецессион. С 1899 года был профессором по классу рисунка Венской художественно-промышленной школы (Kunstgewerbeschule), а затем стал её директором.
В 1903 году композитор и дирижёр Густав Малер пригласил Роллера в Венскую Придворую оперу на должность главного художника, оказавшуюся вакантной после ухода Генриха Лефлера. Его работа с Малером принесла революционные изменения в оперный театр.
Вскоре после ухода Малера Роллер покинул Придворную оперу; с 1909 года был директором Венской художественно-промышленной школы. В 1911 году он вернулся к работе в театре, оформлял спектакли в Дрездене и на Зальцбургском фестивале, в последние годы вновь работал в
Венской опере.

## Творчество
В начале своей творческой карьеры Роллер активно занимался в области графического дизайна и графики. Создал многочисленные обложки и виньетки для периодических изданий, а также плакаты к четвёртой, четырнадцатой и шестнадцатой выставок Сецессиона. Он также спроектировал макет самих выставок и был их участником.
Вместе с другими художниками-модернистами создал журнал «Ver Sacrum», занимавшегося широким распространением их идей.
Автор целого ряда плакатов, экслибрисов, иллюстраций и картин. Разработал оригинальный сецессион-шрифт.

## Галерея

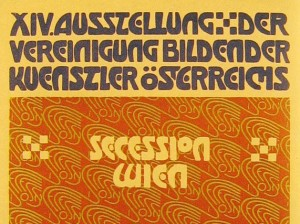
Сецессион-шрифт. Автор — Альфред Роллер
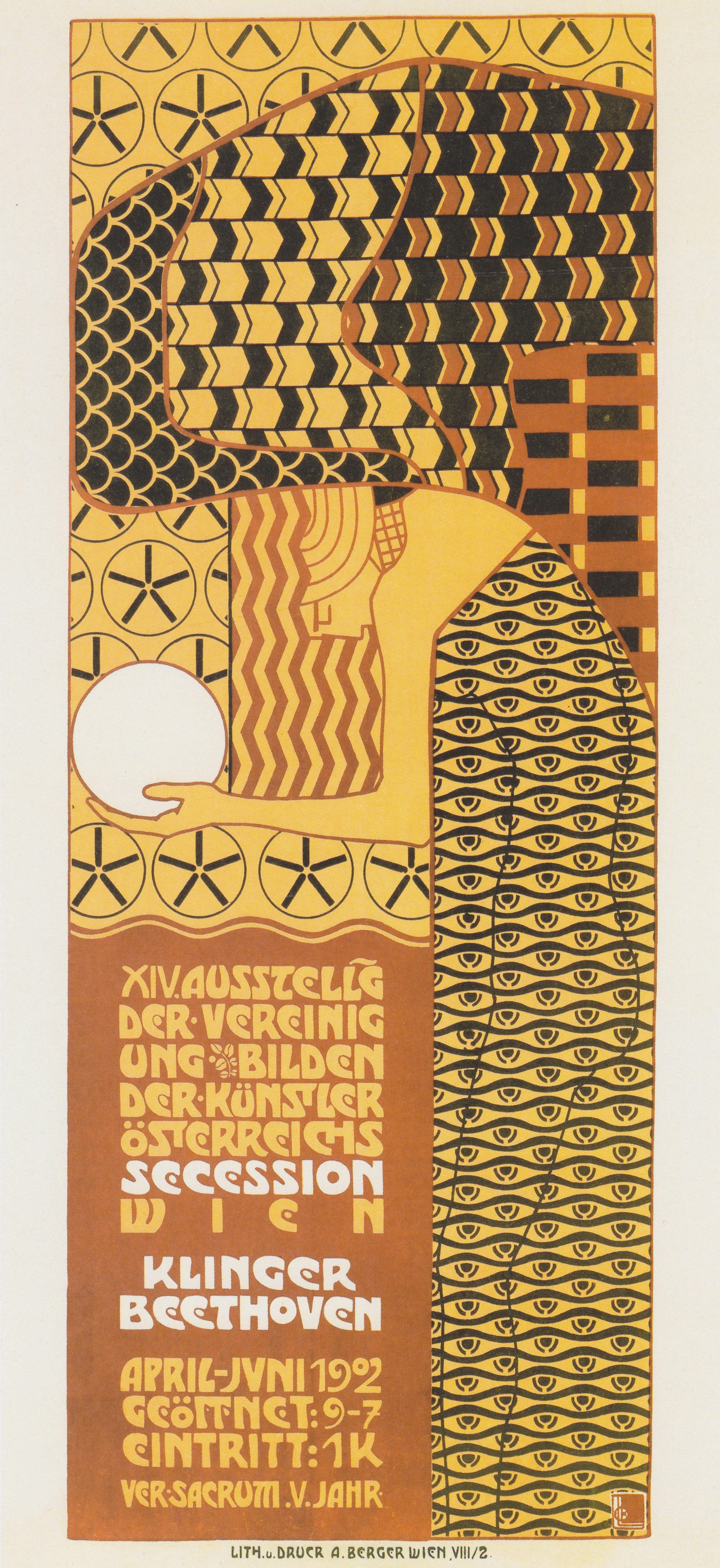
Плакат. 1902
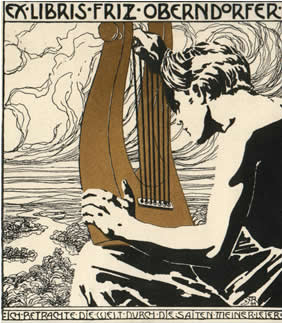
Экслибрис
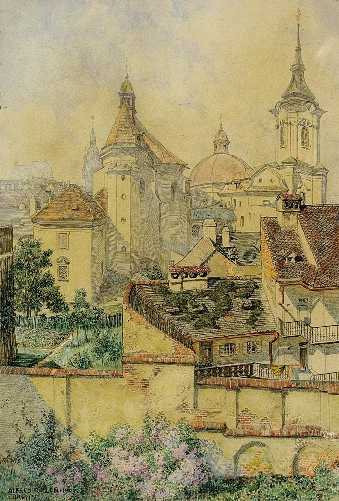
Брно. 1907